# Telecom (Verein)
Der Verband  Telecom e.V. (Eigenschreibweise: TELECOM e.V.) ist eine deutsche branchenübergreifende Vertretung der Anwender geschäftlicher Telekommunikation. Er widmet sich vorwiegend den Anwendungen und vertritt die Mitglieder als Verbraucherschutzverband gegenüber anderen am Marktgeschehen beteiligten Organisationen in Deutschland und Europa.
Derzeitiger ehrenamtlicher Präsident des Telecom e.V. ist Helmut Kohl. Das Präsidium besteht aktuell aus vier weiteren ehrenamtlichen Vizepräsidenten, Tim Spielmann, Raymund Eisele, Thomas Plückebaum und Wolfgang Kuhl, sowie dem Ehrenpräsidenten, Erwin H. Schäfer.

## Geschichte
Der Verband wurde 1978 in Leverkusen mit dem Ziel einer telekommunikationsspezifischen Interessenvertretung für große Anwender von Telekommunikation gegründet. Zielrichtung war es, den Mitgliedsunternehmen mit vielen nationalen oder auch internationalen Standorten eine dem Stand der Technik angemessene Unterstützung durch Telekommunikationsangebote sicherzustellen, die zur Gründungszeit ausschließlich durch das staatliche Monopolunternehmen Deutsche Bundespost angeboten wurden. Der Telecom e.V. hat seitdem die Entwicklung des Wettbewerbsmarktes Telekommunikation aus Anwendersicht permanent begleitet.

## Verband
Der Bundesverband repräsentiert heute große und mittlere Unternehmen und damit die Anwender geschäftlicher Telekommunikation in der Bundesrepublik Deutschland. Ziel der Aktivitäten ist der Verbraucherschutz für die Anwender der geschäftlichen Telekommunikation. Die Rahmenbedingungen des Marktgeschehens werden dabei durch eine konzertierte Gremienarbeit und z. B. durch Öffentlichkeitsarbeit sowie durch öffentliche Kommentierungen von Gesetzesvorlagen im Sinne der Anwender positiv beeinflusst.
Dabei werden die Interessen der Mitglieder gegenüber der Bundesnetzagentur (BNetzA), den maßgeblichen Ministerien (z. B. Wirtschaftsministerium, Justizministerium), den Organisationen der Europäischen Union (z. B. EU-Parlament, EU-Kommission) ebenso vertreten wie gegenüber der Deutschen Telekom, den Alternativen Carriern und Mehrwertdienstanbietern, sowie den Herstellern der einschlägigen Systemtechnik.
Der Verein bietet eine Plattform für Information und Erfahrungsaustausch zwischen Anwendern, aber auch mit Carriern, Dienstanbietern, Herstellern, Ministerien und der Regulierungsbehörde. 
Mitgliederversammlungen und Fachtagungen zum Thema Telekommunikation + IT geben den Mitgliedern des Telecom e.V. regelmäßig die Gelegenheit, sich mit Kollegen aus der gleichen oder anderen Branchen zu treffen und Erfahrungen auszutauschen.  Bei solchen Fachtagungen und Workshops sowie dem regelmäßig tagenden Arbeitskreis Regulierung (AK Reg) werden die aktuellen und die Zukunft bestimmenden Themen aufgegriffen, um das bei allen vorhandenen Inselwissen gezielt zu vernetzen.

## Mitgliedschaft
Zu den Mitgliedern gehören Unternehmen aus der Automobilindustrie, Maschinenbauindustrie, Chemisch-Pharmazeutischen Industrie, Lebensmittelindustrie, Versorgungsbetriebe, Anbieter aus dem Dienstleistungsbereich der Telekommunikation, nationale und internationale Banken und andere wie bspw. Finanzdienstleister, Versicherungen, Energie- und Mineralölfirmen, Hersteller von Telekommunikationsanlagen, Elektronikhersteller und Anbieter von Telekommunikationslösungen und Berater.

## Weblink
- Website des Verbandes